# Дроздовский, Юрий Анатольевич
Юрий Анатольевич Дроздовский (укр. Юрій Анатолійович Дроздовський; род. 22 мая 1984, Одесса) — украинский шахматист, гроссмейстер (2002). Чемпион Европы до 12 (1996) и до 14 лет (1997). Чемпион Украины до 20 лет (2004). Двукратный вице-чемпион Украины (2006, 2008).
С шахматами познакомил брат. Занимался у Игоря Тримбашевского и Александра Пичугина.
Окончил Одесский университет им. Мечникова по специальности «психология». 
Женат на украинской шахматистке Натальи Здебской.
С 2012 года очень редко выступает в турнирах.

## Спортивные достижения
| Год  | Город          | Турнир | +         | −     | =       | Результат                             | Место |
| ---- | -------------- | --- | --------- | ----- | ------- | ------------------------------------- | ----- |
| 2002 | Алушта         | 71-й чемпионат Украины | 3         | 1     | 5       | 5½ из 9                               | 15—27 |
| 2003 | Алушта         | |           |       |         | из                                    | 1—2   |
| 2004 | Харьков        | 73-й чемпионат Украины 1/16 против Вадима Малахатько | 0         | 1     | 1       | ½ из 2                                |       |
| 2006 | Москва         | «Аэрофлот-опен» (турнир «А2») |           |       |         | из                                    | 1—4   |
|      | Кавала         | |           |       |         | из                                    | 1—3   |
|      | Полтава        | 75-й чемпионат Украины 1/16 против Екатерины Лагно 1/8 против Михаила Бродского Четвертьфинал против Павла Эльянова Полуфинал против Антона Коробова Финал против Захара Ефименко | 2 1 2 1 0 | 1 0 1 | 1 5 2 1 | 2½ из 4 3½ из 6 3 из 1 1½ из 2 ½ из 2 | 2     |
| 2007 | Капель-ля-Гран | |           |       |         | из                                    | 1—6   |
|      | Харьков        | 76-й чемпионат Украины | 3         | 2     | 4       | 5 из 9                                | 7—12  |
| 2008 | Бад-Вёрисхофен | |           |       |         | из                                    | 1—6   |
|      | Одесса         | |           |       |         | из                                    | 1—4   |
|      | Полтава        | 77-й чемпионат Украины | 4         | 0     | 5       | 6½ из 9                               | 2     |
| 2009 | Копенгаген     | |           |       |         | из                                    | 1—2   |
|      | Орисса         | |           |       |         | из                                    | 1—4   |
|      | Нови-Сад       | 17-й командный чемпионат Европы |           |       |         | из                                    | 3     |
| 2010 | Лозанна        | |           |       |         | из                                    | 1—6   |

## Изменения рейтинга
| Графики недоступны из-за технических проблем. См. информацию на Фабрикаторе и на mediawiki.org. |